# Rugosana fibrata
Rugosana fibrata är en insektsart som beskrevs av Delong 1942. Rugosana fibrata ingår i släktet Rugosana och familjen dvärgstritar. Inga underarter finns listade i Catalogue of Life.